# Sukahening (plaats)
Sukahening is een bestuurslaag in het regentschap Tasikmalaya van de provincie West-Java, Indonesië. Sukahening telt 5841 inwoners (volkstelling 2010).